# Kimiria
Kimiria és un riu d'Orissa, un distributari deltaic del riu Brahmani al districte de Cuttack, que surt del seu principal a l'altre costat del poble de Rajendrapur i després de rebre les aigües del Genguti, el Kelo, i el Birupa, retorna al Brahmani al poble d'Indpur.